# Hilding Anders
Hilding Anders — шведский концерн по производству и продаже матрацев и товаров для сна.

## История компании
- 1939 год — основание компании Хилдингом Андерссоном в Швеции.
- 1959 год — начало сотрудничества с компанией IKEA.[2]
- 1976 год — получение заказа на оборудование гостиницы «Прибалтийская» в Ленинграде.
- 1979 год — начало партнерских отношений с Jysk.
- 1991 год — покупка шведской фабрики Ekens.
- 2001 год — концерн выходит на рынок стран Азии.
- 2006 год — покупка Hilding Anders компании Arle.
- 2009 год — начало сотрудничества концерна Hilding Anders с итальянским дизайнером Рикардо Бонвичини (Riccardo Bonvicini).
- 2010 год — покупка Hilding Anders 51 % акций компании «Аскона», которая становится членом концерна.[3][4][5]
- 2011 год — присоединение Hilding Anders к «Глобальному Договору ООН».
- 2012 год — покупка компании Carpe Diem.[6]
- 2013 год — генеральным директором компании становится Мушег Мамиконян (Musheg Mamikonyan).[7][8]
- 2014 год — журнал Forbes присвоил бренду Hilding Anders 13-е место в топ-25 самых выгодных франшиз в России.[9]

## Бренды
В портфель основных брендов Hilding Anders входят Hilding (Швеция), Andre Renault (Франция), Askona (Россия), Bicoflex (Швейцария), Jensen (Норвегия), Sleep Professor (США), Bico (Швейцария).

## Продукция
В ассортименте Hilding Anders представлены анатомические матрацы и подушки, кровати, основания и аксессуары для сна.

## Контроль качества
Hilding Anders является членом Глобального Договора ООН (UN Global Compact), регулирующего стандарты работы предприятия и оценки качества продукции.
Все товары компании тестируются в собственных лабораториях качества на оборудовании шведских и немецких фирм (Zwick, ТЕХО). Они проходят испытания на выносливость, вертикальный удар, статическую и циклическую нагрузку, на усталость и статичность.

## Hilding Anders на российском рынке
Российский завод Hilding Anders расположен в городе Ковров (Владимирская область).